# Церківка (заказник)
Церкі́вка — ботанічний заказник місцевого значення в Україні. Розташований у межах Менського району Чернігівської області, на південний захід від села Бігач. 
Площа 288 га. Статус присвоєно згідно з рішенням Чернігівського облвиконкому від 04.12.1978 року № 529; від 28.08.1989 року № 164. Перебуває у віданні ДП «Чернігівське лісове господарство» (Березнянське л-во, кв. 24-29). 
Статус присвоєно для збереження мішаного лісу віком понад 60 років, що зростає на лівобережній надзаплавній терасі річки Снов. У підліску — крушина, у трав'яному покриві — конвалія, цмин. 